# Soltýn barakuda
Soltýn barakuda (Sphyraena barracuda) je ryba veliká až 2,8 m, avšak ještě v 18. století námořníci běžně lovili barakudy měřící i 4,5 m. Její váha se pohybuje do 40 kg, nejtěžší ulovená barakuda vážila 46,7 kg. Žije 10–12 let. V ústech má velice ostré zuby. Má torpédovitou hlavu, ploutev prsní, první hřbetní ploutev, druhou hřbetní ploutev, ploutve pánevní (párové), zadní ploutev a velice silnou ploutev ocasní. Její tělo má stříbrnou barvu a zpravidla na něm bývají skvrny.

## Výskyt
Najdeme ji ve všech mořích tropického a subtropického pásu. Dospělí jedinci se zdržují na dně u korálových útesů. Když není dobré počasí a moře není klidné, stahují se ke břehům. Malé nebo mladé barakudy se vyskytují těsně u pobřeží v písčitých nebo řasami zarostlých vodách.

## Potrava
Potravu si tyto ryby obstarávají lovem. Loví vše od kaniců, štítníků až po malé jedince vlastního druhu. Útočí nečekaně a rychle. Než se kořist vzpamatuje, barakuda ji drží v čelistech. Většinou ji hned usmrtí. Barakudy mají velice dobře vyvinutý zrak a loví i v kalných vodách. Při společném lovu hledají potravu v hejnech jiných ryb, kde mají velikou šanci na úspěch. Některé barakudy u korálových bariér jsou jedovaté, čímž se jejich maso stává nepoživatelným. Při lovu barakud je užitečná žlutá barva, jelikož barakudy žluté ryby často loví.

## Rozmnožování
K tomuto účelu se shromažďují do hejn. Např. barakuda středomořská se tře každoročně od dubna do září. Svých asi 5 000 vajíček kladou mladé ryby daleko od pobřeží. Starší jich ale mají až 300 000.